# Municipio Escara
Das Municipio Escara ist ein Verwaltungsbezirk im Departamento Oruro im südamerikanischen Anden-Staat Bolivien.

## Lage im Nahraum
Das Municipio Escara ist eines von insgesamt fünf Municipios der Provinz Litoral. Es liegt im Osten der Provinz und grenzt im Norden an die Provinz Sajama, im Westen an das Municipio Cruz de Machacamarca und das Municipio Huachacalla, im Süden an das Municipio Esmeralda und im Osten an die Provinz Carangas.
Der zentrale Ort des Municipios ist die Ortschaft Escara mit 1500 Einwohnern (Volkszählung 2012) im südwestlichen Teil des Municipios.

## Geographie
Das Municipio Escara liegt am Ostrand des bolivianischen Altiplano zwischen den Anden-Gebirgsketten der Cordillera Occidental im Westen und der Cordillera Central im Osten.
Das Klima ist semiarid und weist eine kurze Regenzeit im Sommer auf, der Jahresniederschlag liegt bei niedrigen 200 mm (siehe Klimadiagramm Huachacalla). Die Jahresdurchschnittstemperatur liegt bei knapp 6 °C ohne wesentliche Schwankungen im Jahresverlauf, aber mit starken Tagesschwankungen der Temperatur und häufigem Frostwechsel.
Die Vegetation im Raum Escara entspricht der semiariden Puna. Sie ist baumlos und setzt sich vor allem aus Dornsträuchern, Gräsern, Sukkulenten und Polsterpflanzen zusammen. Sie wird wirtschaftlich als Lama-, Alpaka- und Schafweide genutzt.

## Bevölkerung
Die Einwohnerzahl ist zwischen 1992 und 2024 auf fast das Zehnfache angestiegen:
| Jahr | Einwohner | Quelle       |
| ---- | --------- | ------------ |
| 1992 | 446       | Volkszählung |
| 2001 | 863       | Volkszählung |
| 2012 | 4223      | Volkszählung |
| 2024 | 4194      | Volkszählung |

Die Bevölkerungsdichte des Municipios bei der letzten Volkszählung von 2024 betrug 3,6 Einwohner/km², der Anteil der städtischen Bevölkerung ist 0 Prozent. Die Lebenserwartung der Neugeborenen lag im Jahr 2001 bei 55,4 Jahren.
Der Alphabetisierungsgrad bei den über 19-Jährigen beträgt 90 Prozent, und zwar 99 Prozent bei Männern und 80 Prozent bei Frauen (2001).

## Politik
Ergebnis der Regionalwahlen (concejales del municipio) vom 4. April 2010:
| Wahl- berechtigte |  | Wahl- beteiligung | gültige Stimmen |  | MAS-IPSP | U-Q    |
| ----------------- |  | ----------------- | --------------- |  | -------- | ------ |
| 512               |  | 419               | 334             |  | 237      | 97     |
|                   |  | 81,8 %            | 79,7 %          |  | 71,0 %   | 29,0 % |

Ergebnis der Regionalwahlen (elecciones de autoridades políticas) vom 7. März 2021:
| Wahl- berechtigte |  | Wahl- beteiligung | gültige Stimmen |  | MAS-IPSP | BST     | UN SOL PARA ORURO | PP      | UNICO  | MTS    |
| ----------------- |  | ----------------- | --------------- |  | -------- | ------- | ----------------- | ------- | ------ | ------ |
| 1.592             |  | 1.398             | 1.286           |  | 572      | 194     | 190               | 153     | 84     | 35     |
|                   |  | 87,81 %           | 91,99 %         |  | 44,48 %  | 15,09 % | 14,77 %           | 11,90 % | 6,53 % | 2,72 % |

## Gliederung
Das Municipio unterteilt sich in die folgenden beiden Kantone (cantones):
- 04-0502-01 Kanton Escara – 23 Ortschaften – 2.341 Einwohner
- 04-0502-02 Kanton Payrumani del Litoral – 19 Ortschaften – 1.882 Einwohner

## Ortschaften im Municipio Escara
- Kanton Escara
  - Escara 1500 Einw.

- Kanton Payrumani del Litoral
  - Nor Capi 515 Einw. – Payrumani 499 Einw.